# فاليرس (هوت سافوي)
فاليرس (بالفرنسية: Vallières, Haute-Savoie)‏ هي بلدية تقع في فرنسا في Canton of Rumilly.[بحاجة لمصدر] يقدر عدد سكانها بـ 1,382 نسمة ومساحتها 9.03 كم2 .